# Condado de Monroe (Indiana)
El condado de Monroe (en inglés: Monroe County), fundado en 1818, es un condado del estado estadounidense de Indiana. En el año 2000 tenía una población de 120 563 habitantes con una densidad poblacional de 118 personas por km². La sede del condado es Bloomington.

## Geografía
Según la Oficina del Censo, el condado tiene un área total de 1064 km² (410,8 mi²), de la cual 1020 km² (393,8 mi²) es tierra y 44 km² (17,0 mi²) es agua.

## Demografía
En fecha censo de 2000, había 120 563 personas, 46.898 hogares, y 24 715 familias que residían en el condado.
En el 2000 la renta per cápita promedia del condado era de $ 33 311 y el ingreso promedio para una familia era de $51 058. El ingreso per cápita para el condado era de $18 534. En 2000 los hombres tenían un ingreso per cápita de $34 062 frente a $26 076 para las mujeres. Alrededor del 18.90% de la población estaba bajo el umbral de pobreza nacional.

## Condados adyacentes
- Condado de Morgan (norte)
- Condado de Brown (este)
- Condado de Jackson (sureste)
- Condado de Lawrence (sur)
- Condado de Greene (suroeste)
- Condado de Owen (noroeste)

## Localidades
Ciudades y pueblos
- Bloomington
- Ellettsville
- Stinesville
- New Unionville
- Smithville

Municipios
- Bean Blossom
- Benton
- Bloomington
- Clear Creek
- Indian Creek
- Perry
- Polk
- Richland
- Salt Creek
- Van Buren
- Washington

## Principales carreteras
- Carretera Estatal 37
- Carretera Estatal 45
- Carretera Estatal 46
- Carretera Estatal 48
- Carretera Estatal 446